# Петров, Михаил Алексеевич
Михаил Алексеевич Петров (1905, Москва — ?) — высокопоставленный деятель НКВД СССР. Член КПСС в 1930—1958 гг.

## Биография
Родился в семье домовладельца (с 1917 отец стал крестьянином-середняком). Образование: 4-классное городское училище, Москва, 1919.

## Карьера
В 1920—1921 гг. — курьер в штабе Продармии (Москва) и военном отделе Наркомата продовольствия (Украина).
С 1921 в войсках ВЧК—ОГПУ: рядовой 11 стрелкового полка ВОХР (Купянск), отдельного Богучарского полка ОГПУ. Помощник начальника, начальник заставы 24 Могилев-Подольского пограничного отряда ОГПУ.
В 1925 году уволен в запас. Работал разнорабочим на заводе «Дукс», фабрике «Дукат» (Москва); экспедитор, секретарь, председатель месткома треста «Моссельпром»; Заведующий информационного подотдела, заместитель заведующего организационного-инструкторского отдела Московского отделения Союза пищевиков.
С 1931 в органах ОГПУ СССР: уполномоченный 2-го, 6-го, 8-го отделения; оперативный уполномоченный 3-го, 4-го, 8-го отделения ЭКУ ОГПУ СССР.
С 1934 в органах НКВД СССР: оперативный уполномоченный 4-го, 7-го отделения, помощник начальника 6-го отделения, экономический отдела ГУГБ. Заместитель начальника 4-го отделения 3-го отдела.

В 1938—1939 начальник Секретариата НКВД СССР и Секретариата Особого совещания при НКВД СССР.
В 1939 — заместитель наркома внутренних дел Крымской АССР.
С 1940 в Особстрое: директор и начальник строительства особого з-да № 2 ГУЛАГ НКВД Обозерская Архангельской области, комбината НКВД (Энсо, Карелия), завода № 8 и Тавдинского ИТЛ. Начальник строительного треста «Газсланцестрой» (Кохтла-Ярве).
Уволен в запас МВД 11 ноября 1949 года.
В 1953 г. восстановлен и назначен начальником управления Восточно-Уральского ИТЛ. С 1954 г. — управляющий трестом № 23 «Нефтестрой», Рязань.
Сведения о дальнейшей биографии, а также месте и дате смерти Петрова обнаружить не удалось.